# Ignacy Waniewicz
Ignacy Waniewicz, pierwotnie Ignacy Weinberg (ur. 1925 w Krakowie, zm. 21 lutego 1984 w Kanadzie) – polski dziennikarz, pionier telewizji edukacyjnej.

## Życiorys
Pochodził z rodziny żydowskiej. Był synem Mieczysława. Swoje żydowskie nazwisko zmienił pod wpływem żony Ireny. Był redaktorem czasopisma politycznego "Po Prostu" od początku jego istnienia. Twórca najstarszego edukacyjnego programu telewizyjnego w Polsce - "Eureka". Po wydarzeniach marcowych wyemigrował do Kanady, gdzie dalej pracował w telewizji. Był zaangażowany w tworzenie międzynarodowej telewizji oświatowej (kierowanej z ramienia ONZ). Wydał również kilka książek poświęconych zagadnieniom telewizyjnym.

## Życie prywatne
Jego żoną była dziennikarka i poetka Irena Conti Di Mauro. Ich córką była Janka Kaempfer-Louis.

## Ordery i odznaczenia
- Medal 10-lecia Polski Ludowej (11 stycznia 1955)[3]